# Поверхневий плазмон

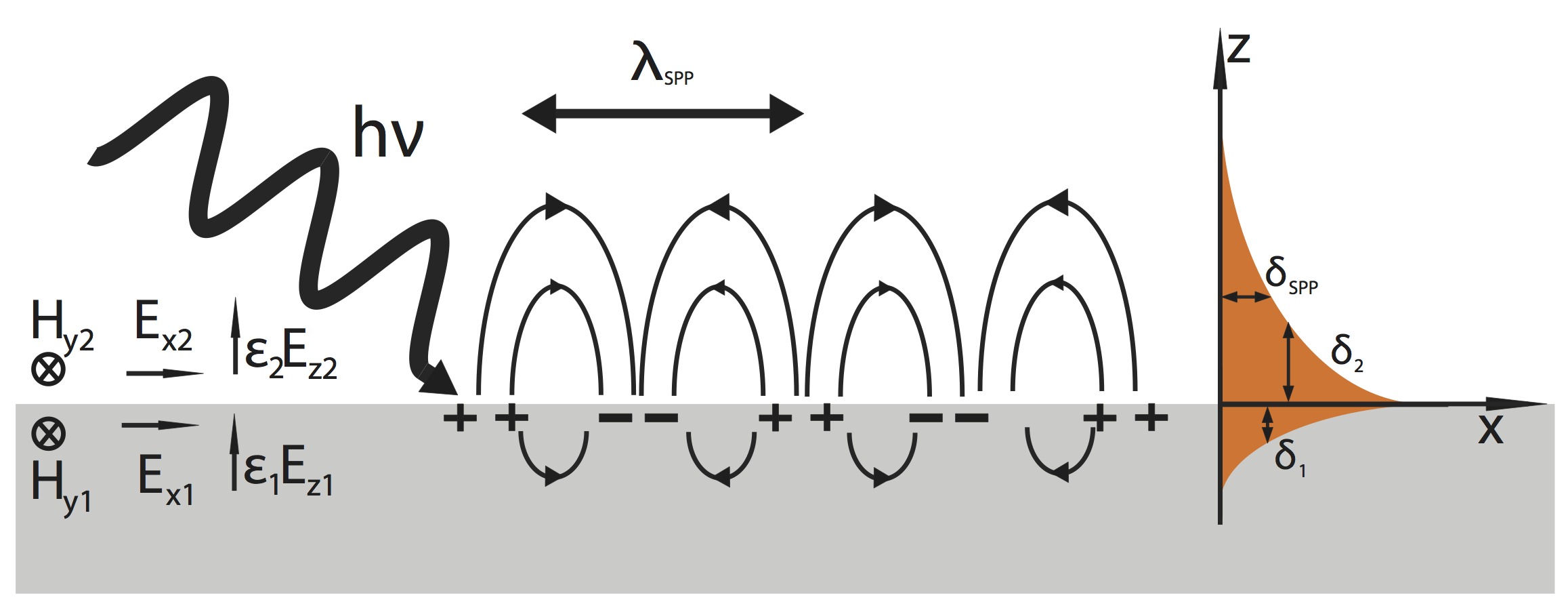
Схематичне уявлення електронної хвилі, що розповсюджується вздовж металу.

Поверхневий плазмон — колективне збудження в приповерхневих шарах металів, узгоджене розповсюдження хвилі електронної густини й електромагнітного поля.
Електромагнітні хвилі, що викликаються поляризованим світлом в тонкій плівці золота або іншого благородного металу і
розповсюджуються паралельно до її поверхні. Їх властивості
залежать від наявності на плівці адсорбованої речовини, зокрема від показника заломлення цієї речовини.
Поверхневі плазмони існують лише в певній області частот. Для плоскої границі розділу між металом гранична частота поверхневого плазмона визначається
формулою
{\displaystyle \varepsilon _{m}(\omega )+1=0},
де {\displaystyle \varepsilon _{m}} — діелектрична проникність металу.
У моделі Друде ця умова дає
{\displaystyle \omega _{sp}={\frac {\omega _{p}}{\sqrt {2}}}},
де {\displaystyle \omega _{sp}} — частота поверхневого плазмона, {\displaystyle \omega _{p}} — плазмова частота.
Поверхневі плазмони можуть збуджуватися світлом лише в умовах порушеного повного внутрішнього відбиття.